# Надеждинка (Омская область)
Наде́ждинка — деревня в Муромцевском районе Омской области России. Входит в состав Кондратьевского сельского поселения .

## История
Основана в 1910 г. В 1928 году посёлок Надежденский состоял из 69 хозяйств, основное население — украинцы. Центр Надеждинского сельсовета Муромцевского района Тарского округа Сибирского края.

## Население
| 1926 | 2010 |
| ---- | ---- |
| 309  | ↘17  |